# Coccoloba meissneriana
Coccoloba meissneriana là một loài thực vật có hoa trong họ Rau răm. Loài này được (Britton) K.Schum. mô tả khoa học đầu tiên năm 1902.